# Federația Română de Aikido
Federația Română de Aikido (FRA) este organismul de conducere a aikidoului din România. Înființată în anul 1990, este membră a Comitetului Olimpic Român (COSR), al Federației Internaționale de Aikido (IAF) și al Confederației Europene de Aikido (CEV).

## Istoric
Practicarea artelor marțiale în timpului regimului comunist nu era bine văzută, în anumite perioade fiind chiar interzise. Printre acestea, aikido era considerată o practică mistică și ciudată, fiind practicarea sa descurajată din partea guvernanților. 
În 1977, un mic grup condus de inginerul Nicolae Bialkour, a practicat acest sport în România pentru prima dată, însă prima apariție publică se întâmpla un an mai târziu, datorită stagiului condus de maestrul german Rolf Brand, la acel timp președinte al Uniunii Germane de Aikido. 
Această activitate a continuat să fie practicată în sala de judo al Universității Naționale de Educație Fizică și Sport din București și la Liceul Iosif Rangheț până în 1981 când Partidul Comunist Român a interzis practicarea artelor marțiale instituțiilor ce aveau săli de sport.
După Revoluția din 1989, în 1990 se înființareața primele trei cluburi de Aikido din România, care împreună hotărăsc înființarea Uniunii Române de Aikido (URA), ce avea să devină în 1998 actuala Federație Română de Aikido. 

## Vezi și
- Sportul în România

## Legături externe
- Site web oficial
- Federația Română de Aikido pe Facebook